# Danny in the Sky
Danny in the Sky est un film québécois de Denis Langlois sorti en 2001.

## Distribution
- Richard Angrignon : Bruno
- Stéphanie Aubry : la mère de Danny
- Jessie Beaulieu : Greg
- Eric Benton : Jeff
- Éric Cabana : le père de Danny
- Claude Demers : le directeur
- Véronique Jenkins : Karine
- Sophie Lavallée : Charline
- Daniel Lortie : Jonathan
- Caroline Portelance : Sophie
- Thierry Pépin : Danny
- Barbara Ulrich : Baba